# Marqvard Tidemand
Marqvard Tidemand (begravet 30. april 1550) var en dansk adelsmand.
Han var herre til Hellerup og Søbo, kaldtes af sin samtid "lille Marqvard Tidemand" til adskillelse fra en fætter af samme navn, der til sin død 1529 havde været lensmand på Annisse, som hans enke, Ingeborg Sparre, beholdt efter hans død. Lille Marqvard Tidemand var søn af Anders Tidemand til Holm, der i sin tid havde været lensmand på Aalborghus, Tranekær og Aalholm; moderen hed Kirsten Andersdatter Passow. 1516 skrives han til sin fædrenegård Holm. Vist fra 1519 var han lensmand på Holbæk Slot, hvorpå han 1527 fik livsbrev, og som han i 1531 fik i pant. Efter sine forældre havde han arvet et andet kronpant, Fuglebjerg og Haldager (Øster Flakkebjerg Herred), på hvilket han også 1527 fik livsbrev. 1532 var han en af høvedsmændene på toget til Norge mod Christian II, og atter 1535 var han skibshøvedsmand under Peder Skram. 1535-36 var han lensmand på Tranekær, men efter Grevefejdens ophør kom han tilbage til sit gamle len Holbæk. Han var en af den sjællandske adels befuldmægtigede på den store herredag i København 1536, og 1548 ledsagede han hertug Frederik til Norge.
Marqvard Tidemand, hvis begravelse stod 30. april 1550, levede i barnløst ægteskab med Karen Eilersdatter Bølle, der bragte ham hovedgårdene Hellerup og Søbo samt et pantelen, Toreby Birk. Hun ægtede siden Lage Urne til Rygård og døde 15. august 1582.